# Austrospirachtha carrijoi
Austrospirachtha carrijoi ist ein Käfer aus der Familie der Kurzflügler (Staphylinidae). Der Artname ehrt den Termitenforscher Tiago F. Carrijo, der die Art entdeckte.

## Merkmale
Alle Angaben zu den Merkmalen beziehen sich auf Weibchen. Männchen wurden noch nicht gefunden. Bei dem untersuchten Holotyp wurde von der Spitze der Mandibel bis zur Krümmung des Bauchsegments eine Länge von 2,4 Millimetern gemessen. Der sich dahinter anschließende Hinterleib ist kräftig eiförmig angeschwollen (Physogastrie), zeigt eine Einschnürung und erstreckt sich mit antennenähnlichen Auswüchsen zurück bis über den Kopf des Käfers. Weitere seitliche Setae ähneln Beinen. Insgesamt ähnelt die Gestalt dadurch sehr stark einer Termite. Die Termiten-Attrappe ist eine besonders ausgeprägte Art einer Mimikry.

## Vorkommen und Lebensraum
Bis Mitte 2023 wurde nur einige Weibchen im Litchfield-Nationalpark im Northern Territory in Australien gefunden. Daraus lassen sich keine vollständigen Angaben zu Vorkommen und Lebensraum der Art ableiten.

## Lebensweise
Details zur Lebensweise der Art sind nicht bekannt. Die Erstbeschreiber vermuten, dass die außergewöhnliche Gestalt dazu dient, Termiten zu verleiten, anzunehmen, das Tier sei ein Mitglied ihrer eigenen Kolonie. Weil Austrospirachtha carrijoi einen sehr kleinen Mund hat, gehen die Forscher davon aus, dass der Käfer nicht eigenständig frisst, sondern sich von Termiten mit vorverdauter Nahrung ihrer Eier und Larven füttern lässt (Trophallaxis).